# Weltuntergangsuhr

Stand der Weltuntergangsuhr aus dem Bulletin of the Atomic Scientists 2023

Die Weltuntergangsuhr, auf Deutsch oft kurz Atomkriegsuhr genannt (englisch doomsday clock, eigentlich „Uhr des Jüngsten Gerichts“), ist eine symbolische Uhr der Zeitschrift Bulletin of the Atomic Scientists (BAS, deutsch „Berichtsblatt der Atomwissenschaftler“). Sie soll der Öffentlichkeit verdeutlichen, wie groß das derzeitige Risiko einer globalen existenziellen Katastrophe ist, insbesondere aufgrund eines Atomkrieges, einer Klimakatastrophe oder der Künstlichen Intelligenz. Die Entscheidungen trifft der BAS-Aufsichtsrat gemeinsam mit einem Sponsorenrat, in dem zurzeit (2019) siebzehn Nobelpreisträger vertreten sind.
Die Uhr spielt auf die Metapher an, es sei fünf Minuten vor zwölf, wenn ein äußerst nachteiliges Ereignis unmittelbar droht. 1947 wurde sie mit der Zeigerstellung sieben Minuten vor zwölf gestartet und seither in Abhängigkeit von der Weltlage vor- oder zurückgestellt. Im Jahr 1991, mit dem Ende des Kalten Kriegs und der Unterzeichnung der START-Verträge, stand die Uhr am günstigsten, nämlich auf siebzehn Minuten vor zwölf. Seitdem rücken die Zeiger wieder vor. Am 28. Januar 2025 teilte das Bulletin of the Atomic Scientists mit, die Uhr auf 89 Sekunden vor Mitternacht gestellt zu haben, ein neuer Spitzenwert.

## Stellung der Atomkriegsuhr
Über eindeutige Kriterien, nach denen die beteiligten Wissenschaftler über das Vor- und Zurückstellen der Uhr entscheiden, ist nichts bekannt. Die jeweils im Bulletin of the Atomic Scientists angeführten Gründe für die Veränderung sind in der folgenden Tabelle zusammengefasst.
Das Bulletin of the Atomic Scientists erscheint alle zwei Monate, über die Uhr entscheiden die Wissenschaftler jedoch nur einmal pro Jahr im Januar. Daher spiegelt sich die Kubakrise, während der die Welt wahrscheinlich bisher am dichtesten vor einem Atomkrieg stand, nicht im Stand der Uhr wider, da beim Erscheinen der Ausgabe November/Dezember 1962 die Krise im Wesentlichen schon vorüber war.
| Nr. | Jahr | Veränderung in Minuten | neue Zeigerstellung               | Grund der Veränderung |
| --- | ---- | ---------------------- | --------------------------------- | --- |
| 0   | 1947 |                        | 11:53 (sieben vor zwölf)          | Erstmaliges Auftreten. |
| 01  | 1949 | −4                     | 11:57 (drei vor zwölf)            | Die Sowjetunion führt ihren ersten Kernwaffentest durch. |
| 02  | 1953 | −1                     | 11:58 (zwei vor zwölf)            | Die USA und die Sowjetunion testen im Abstand von neun Monaten thermonukleare Vorrichtungen (Wasserstoffbombentests). |
| 03  | 1960 | +5                     | 11:53 (sieben vor zwölf)          | Die Öffentlichkeit wird darauf aufmerksam, dass Atomwaffen einen Krieg zwischen den USA und der Sowjetunion irrational machen. Auch internationale Wissenschaftskooperation beginnt, sich zu etablieren. |
| 04  | 1963 | +5                     | 11:48 (zwölf vor zwölf)           | Unterzeichnung des Vertrages über den teilweise umzusetzenden Atomteststopp. |
| 05  | 1968 | −5                     | 11:53 (sieben vor zwölf)          | Die Volksrepublik China verschafft sich Atomwaffen; es finden Kriege im Nahen Osten, zwischen Indien und Pakistan sowie in Vietnam statt; Verteidigungsausgaben steigen im Gegensatz zu Entwicklungshilfe an. |
| 06  | 1969 | +3                     | 11:50 (zehn vor zwölf)            | Die USA ratifizieren den Atomwaffensperrvertrag. |
| 07  | 1972 | +2                     | 11:48 (zwölf vor zwölf)           | SALT I wird unterzeichnet, SALT II steht vor dem Abschluss. |
| 08  | 1974 | −3                     | 11:51 (neun vor zwölf)            | SALT-Gespräche stocken. Indien entwickelt Atomwaffen. |
| 09  | 1980 | −2                     | 11:53 (sieben vor zwölf)          | Die Abrüstungsgespräche stecken nach wie vor fest; die Zahl nationalistischer Kriege steigt ebenso wie die Zahl terroristischer Taten. |
| 10  | 1981 | −3                     | 11:56 (vier vor zwölf)            | Die Entwicklung von Atomwaffen hält bei beiden Seiten an. Konflikte in Afghanistan, Polen und Südafrika tragen zur Verschärfung der Weltlage bei. |
| 11  | 1984 | −1                     | 11:57 (drei vor zwölf)            | Das Wettrüsten beschleunigt sich. |
| 12  | 1988 | +3                     | 11:54 (sechs vor zwölf)           | Die USA und die UdSSR unterzeichnen das Abkommen zum Abbau von Mittelstreckenraketen, die diplomatischen Beziehungen verbessern sich. |
| 13  | 1990 | +4                     | 11:50 (zehn vor zwölf)            | Demokratische Entwicklungen in Osteuropa, der Kalte Krieg geht zu Ende. |
| 14  | 1991 | +7                     | 11:43 (17 vor zwölf)              | START-Verträge unterzeichnet. |
| 15  | 1995 | −3                     | 11:46 (14 vor zwölf)              | Abrüstung stagniert, während die Verteidigungsausgaben auf dem Niveau des Kalten Krieges bleiben. Das Verschwinden ehemals sowjetischer Atomwaffen entwickelt sich zu einem ernsthaften Problem. |
| 16  | 1998 | −5                     | 11:51 (neun vor zwölf)            | Indien und Pakistan führen Atomwaffentests durch. |
| 17  | 2002 | −2                     | 11:53 (sieben vor zwölf)          | Abrüstung stockt. Die Vereinigten Staaten verweigern sich einigen Abrüstungsverträgen und kündigen den Rückzug aus dem Vertrag zum Verbot von Mittelstreckenraketen an. Terroristen versuchen, A- und B-Waffen zu erwerben und gegebenenfalls einzusetzen. |
| 18  | 2007 | −2                     | 11:55 (fünf vor zwölf)            | Kernwaffentest Nordkoreas, die nuklearen Ambitionen des Iran, der beschuldigt wird, Atomwaffen und die dazugehörigen Trägersysteme zu entwickeln, die mangelnde Sicherung von nuklearem Material und die anhaltende Präsenz von über 26.000 Kernwaffen in den USA und Russland. Des Weiteren wurde zum ersten Mal das Klima in der Zeitberechnung berücksichtigt. |
| 19  | 2010 | +1                     | 11:54 (sechs vor zwölf)           | Verstärkte internationale Zusammenarbeit: Fortschritte bei den Abrüstungsverträgen zwischen den USA und Russland, Barack Obamas Vision einer Atomwaffen-freien Welt, UN-Klimakonferenz in Kopenhagen zum Stopp des Klimawandels. |
| 20  | 2012 | −1                     | 11:55 (fünf vor zwölf)            | 2010 hatte es den Anschein, dass führende Politiker der Welt beginnen würden, auf globale Bedrohungen, denen die Menschheit gegenübersteht, zu reagieren. In vielen Fällen hat sich dieser Trend nicht fortgesetzt oder gar umgekehrt. Aus diesem Grund ist der Uhrzeiger eine Minute näher an Mitternacht gerückt, also wieder auf die Zeit des Jahres 2007. |
| 21  | 2015 | −2                     | 11:57 (drei vor zwölf)            | Weiterhin Mangel an globaler politischer Zusammenarbeit und der Klimawandel wird immer noch nicht ausreichend bekämpft sowie starke Spannungen zwischen den Welt- und Atommächten Vereinigte Staaten und Russland sowie durch Bedrohungen im Bereich der Informationstechnologie. |
| 22  | 2016 | 0                      | 11:57 (drei vor zwölf)            | Auseinandersetzungen (Annexion der Krim durch Russland, Ukraine-Krieg, syrischer Bürgerkrieg) zwischen den Vereinigten Staaten von Amerika und Russland erinnern zunehmend an die dunkelsten Zeiten des Kalten Krieges. Andererseits gab es Fortschritte in der Bekämpfung des Klimawandels, insbesondere das Übereinkommen von Paris. Der Iran-Deal führte zu Besserungen der Beziehungen mit dem Iran und somit zu einer Entspannung im Nahen Osten.                                                        |
| 23  | 2017 | −1⁄2                   | 11:57:30 (zweieinhalb vor zwölf)  | Die Wahrscheinlichkeit einer globalen Katastrophe wird wieder als höher eingestuft. Es werden nach wie vor zu wenig Maßnahmen dagegen getroffen. Die Presse führt den neuen Stand der Doomsday Clock vor allem auf die Wahl von Donald Trump zum US-Präsidenten zurück. |
| 24  | 2018 | −1⁄2                   | 11:58 (zwei vor zwölf)            | Es gibt aktuell keine Abrüstungsverhandlungen. Vielmehr wird der Einsatz von Atomwaffen durch den amerikanischen Präsidenten befürwortet. Emissions-Klimaziele wurden nicht erreicht, was potenziell global die Temperatur steigen lässt. |
| 25  | 2019 | 0                      | 11:58 (zwei vor zwölf)            | Die Menschheit wird durch zwei existentielle Gefahren bedroht. Beide sind Grund genug für hohe Sorge und umgehende Aufmerksamkeit. Diese beiden Drohungen – Nuklearwaffen und der Klimawandel – wurden vergangenes Jahr durch Informationskriegsführung erhöht, um die Demokratie auf der Welt zu untergraben. Die Risiken dieser und anderer Bedrohungen stellt die Zukunft vor eine außergewöhnliche Gefahr.                                                                                                |
| 26  | 2020 | −1⁄3                   | 11:58:20 (100 Sekunden vor zwölf) | Die gleichen Gründe wie 2019, zusammen mit der Zuspitzung der politischen Lage sowie dem Voranschreiten des Klimawandels, veranlassten das Bulletin, die Zeit um 20 Sekunden verstreichen zu lassen. Damit wurde ein neuer Spitzenwert aufgestellt. |
| 27  | 2023 | −1⁄6                   | 11:58:30 (90 Sekunden vor zwölf)  | Am 24. Januar 2023 wurde die Uhr um 10 Sekunden auf 90 Sekunden vor Mitternacht vorgestellt. Begründet wurde das Vorrücken der Zeiger damit, dass „die russische Invasion in der Ukraine das Risiko des Einsatzes von Atomwaffen erhöht, das Gespenst des Einsatzes biologischer und chemischer Waffen heraufbeschworen, die Reaktion der Welt auf den Klimawandel lahmgelegt und internationale Bemühungen behindert hat, andere globale Probleme anzugehen“. Damit wurde ein neuer Spitzenwert aufgestellt. |
| 28  | 2025 | −1⁄60                  | 11:58:31 (89 Sekunden vor zwölf)  | Am 28. Januar 2025 wurde die Uhr um 1 Sekunde auf 89 Sekunden vor Mitternacht vorgestellt. Damit wurde ein neuer Spitzenwert aufgestellt. |

### Literatur

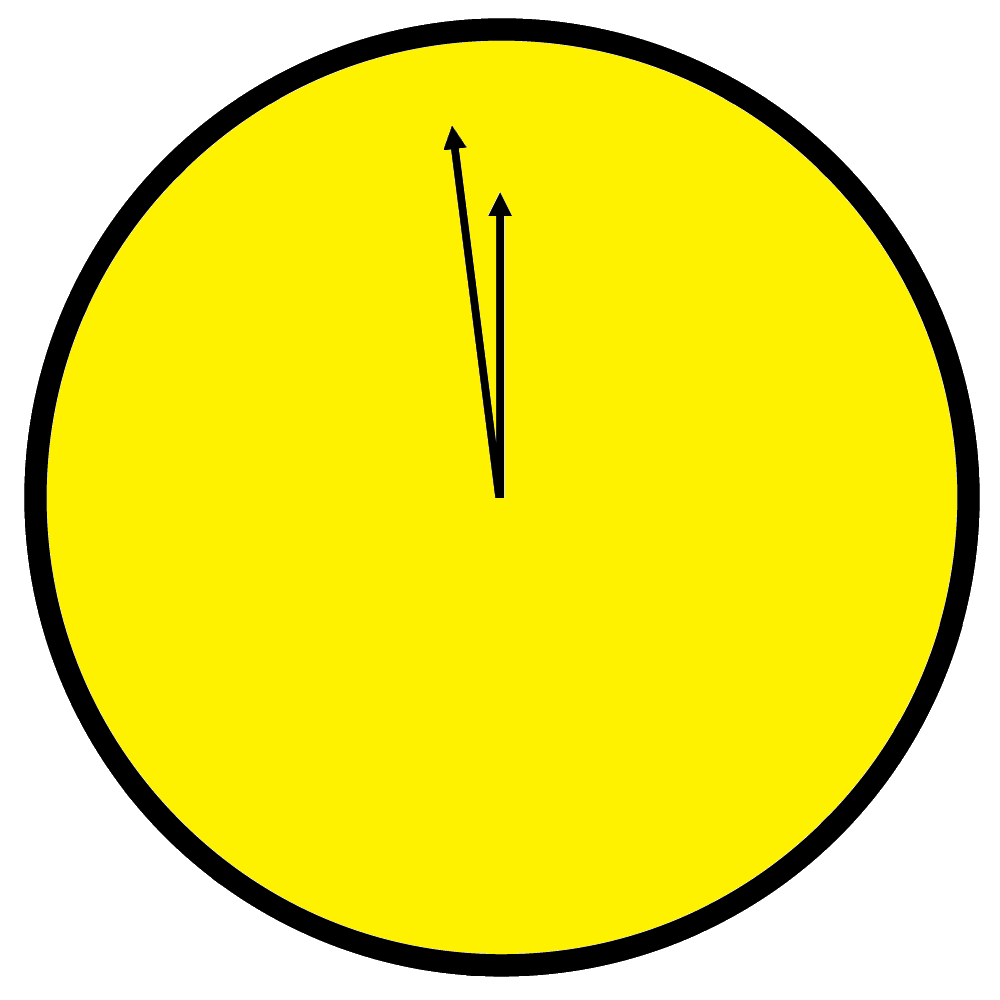
Atomkriegsuhr aus Watchmen

## Verweise in der Pop-Kultur

### Musik
- Auf die Atomkriegsuhr wird in 2 Minutes to Midnight angespielt, einer Single der Band Iron Maiden vom Album Powerslave von 1984. Auf dem Cover der Single sitzt das Maskottchen Eddie in einer Ruine, im Hintergrund ist eine nukleare Explosion zu sehen.
- Linkin Parks drittes Album Minutes to Midnight (2007) bezieht sich auf die Atomkriegsuhr. In den Musikvideos zu Shadow of the Day und Leave Out All the Rest wird jeweils zu Beginn die aktuelle Uhrzeit gezeigt, am Ende steht sie auf kurz vor Mitternacht.
- Das zweite Album der Punkband Civil Blitzkrieg trägt den Titel 5 Minutes To Midnight. Laut Band eine Referenz auf die aktuelle Stellung der Atomkriegsuhr.
- Seven Minutes to Midnight war die zweite und letzte Single von “Pete Wylie’s Wah! Heat incarnation” aus dem Jahr 1980.
- In dem Lied Doomsday Clock der Smashing Pumpkins wird die Atomkriegsuhr synonym für die auslaufende Zeit verwendet.
- In dem Lied Countdown’s Begun von Ozzy Osbourne wird die Atomkriegsuhr als „Tag des Jüngsten Gerichts“ verwendet.
- Die australische Band Midnight Oil thematisierte im Lied Minutes to Midnight aus dem Album Red Sails in the Sunset von 1984 verschiedene Kernwaffenträger und eine „Uhr an der Wand“, die „drei Minuten bis Mitternacht“ anzeigt. Das Album-Cover zeigt die Fotomontage einer Nuklearexplosion in Sydney.

### Fernsehen
- Der Titel der Venture-Brothers-Episode Twenty Years to Midnight ist eine Referenz auf die Atomkriegsuhr.
- Die achte Episode der Serie Heroes trägt den Titel Sieben Minuten bis Mitternacht, was die auf der Atomkriegsuhr angezeigte Zeit zur Erstausstrahlung dieser Folge in Amerika war. Außerdem trägt der Antagonist Sylar eine Uhr, die bei jener Zeit angehalten ist.
- Die Doctor-Who-Episode Vier vor Zwölf (Four to Doomsday) wurde zum ersten Mal 1982 gesendet, die Atomkriegsuhr stand zu diesem Zeitpunkt auf vier Minuten vor Mitternacht. Ein weiteres Mal kommt sie in der Episode Die Pyramide am Ende der Welt (The Pyramid at the End of the World) vor, in dieser Episode zeigt jede Uhr die Atomkriegsuhr auf zuerst 3 und später 2 Minuten vor Mitternacht.
- In der Serie Johnny Test wird in einer Folge die Atomkriegs-Uhr bei fünf Minuten vor Mitternacht im Hintergrund einer Militärbasis gezeigt, kurz bevor das Militär aufbricht um die Erde zu retten.
- In der Navy-CIS-Folge Der Traum vom Ruhm wird ein Bild der Atomkriegsuhr als Hinweis darauf verwendet, dass ein Mörder sein nächstes Opfer fünf Minuten vor Mitternacht umbringen will.
- Im Kinofilm Watchmen – Die Wächter wird die Atomkriegsuhr infolge der Entdeckung verschiedener Atomwaffen von 11:55 bis auf 11:59 vorgedreht. Letztendlich wird sie sogar auf 12:00 gestellt, als Adrian Veidt eine auf Dr. Manhattan hinweisende Fusionsbombe einsetzt.
- In der Madam-Secretary-Folge Die Uhr tickt muss das Team von Elizabeth McCord verhindern, dass die Uhr vorgestellt wird.
- Im Film Inferno bezieht sich Bertrand Zobrist in seinen Vorlesungen auf die Uhr.
- In der Criminal-Minds-Folge Kurz vor Zwölf (Staffel 13, Folge 6) werden Opfer einer Weltuntergangssekte immer um 11:57, dem damaligen Stand der Weltuntergangsuhr, entführt.
- In der For-All-Mankind-Folge Neue Pläne (Staffel 2, Folge 6) fragt der sowjetische Ingenieur Dr. Sergei Nikulov die NASA-Flugleiterin Margo Madsen im Club „11:59“ nach der Bedeutung dessen Namens. Sie antwortet ihm, dass er sich auf die Weltuntergangsuhr beziehe.